# Pelecocera escorialensis
Pelecocera escorialensis är en tvåvingeart som beskrevs av Gabriel Strobl 1909. Pelecocera escorialensis ingår i släktet öronblomflugor, och familjen blomflugor.
Artens utbredningsområde är Spanien. Inga underarter finns listade i Catalogue of Life.